# La maschera del vendicatore
La maschera del vendicatore (Mask of the Avenger) è un film del 1951 diretto da Phil Karlson.
È un film d'avventura a sfondo romantico statunitense con John Derek, Anthony Quinn e Jody Lawrance ambientato nel 1848 in Italia.

## Trama
Renato Dimorna è il figlio di un aristocratico italiano che giura vendetta dopo che il padre viene ucciso durante i moti del 1848.

## Produzione
Il film, diretto da Phil Karlson su una sceneggiatura di Jesse Lasky Jr., Ralph Gilbert Bettison e Philip MacDonald e un soggetto di George Bruce, fu prodotto da Hunt Stromberg per la Columbia Pictures e girato nell'Iverson Ranch a Chatsworth, Los Angeles, California, da inizio ottobre all'inizio di novembre 1950. Il film doveva originariamente essere diretto da Irving Pichel, sostituito poi da Karlson a riprese iniziate dopo un incidente occorso sul set al primo.

## Distribuzione
Il film fu distribuito con il titolo Mask of the Avenger negli Stati Uniti nel 1951 al cinema dalla Columbia Pictures.
Altre distribuzioni:
- in Svezia il 7 gennaio 1952 (Svarte örnen)
- nelle Filippine il 6 maggio 1952
- in Francia il 18 luglio 1952 (L'épée de Monte-Cristo)
- in Germania Ovest il 2 settembre 1952 (Der Rächer von Casamare)
- in Portogallo il 5 giugno 1953 (O Fantasma de Monte Cristo)
- in Austria nel settembre del 1953 (Der Rächer von Casamare)
- in Spagna il 18 luglio 1955 (La espada de Montecristo)
- in Danimarca il 7 dicembre 1959 (Greven af Monte Christo's sværd)
- in Italia (La maschera del vendicatore)
- in Belgio (Het zwaard der wraak)
- in Belgio (L'épée de la vengeance)
- in Brasile (A Máscara do Vingador)
- in Grecia (Me ti maska tou ekdikitou)
- in Italia (La maschera del vendicatore)

## Critica
Secondo il Morandini la storia risulterebbe divertente ma il film peccherebbe nel momento in cui si vedono gli attori tirare di scherma.